# جون ستيبلز
جون ستيبلز (بالإنجليزية: John Steeples)‏ هو لاعب كرة قدم بريطاني في مركز الهجوم، ولد في 28 أبريل 1959 في دونكاستر في المملكة المتحدة، وتوفي في 20 مارس 2019. لعب مع غريمسبي تاون ونادي سكاربورو.